# قائمة العطل الرسمية في نيوزيلندا
تتكون العطلات الرسمية في نيوزيلندا (المعروفة أيضاً باسم الإجازات الرسمية) من مجموعة متنوعة من الأعياد الثقافية والوطنية والدينية التي يتم تشريعها في نيوزيلندا. يمكن للعمال الحصول على 12 عطلة رسمية كحد أقصى (أحد عشر عطلة وطنية بالإضافة إلى عطلة إقليمية واحدة) وما لا يقل عن 20 يوم إجازة سنوية في السنة.

## تاريخ
نشأت عطلات البنوك في نيوزيلندا مع الاحتفال بيوم القديس أندراوس عام 1857. بدأت العطلات الرسمية على مستوى البلاد بقانون العطلات المصرفية لعام 1873، والذي استند إلى قانون عطلات البنوك في المملكة المتحدة لعام 1871. وكانت في البداية هناك بعض الاعتراض عليها.
احتفلت الذكرى السنوية، منذ وقت مبكر من عام 1843، بأول الوافدين من المستوطنين في كل مقاطعة. بحلول عام 1846، تم وصف يوم ذكرى ويلينغتون على أنه شكل معرض إنجليزي.
أعلن رئيس الوزراء عطلة عامة وطنية "لمرة واحدة" في 26 سبتمبر 2022 للسماح للناس بإبداء احترامهم لوفاة الملكة إليزابيث الثانية، أطول ملوك نيوزيلندا حكماً. تم نقل يوم ذكرى جنوب كانتربري، الذي كان من المقرر الاحتفال به في 26 سبتمبر، ليتم الاحتفال به يوم الجمعة 11 نوفمبر.

### ماتاريكي
في عام 2006، اقترح مفوض اللغة الماورية هامي بيريبي جعل ماتاريكي عطلة رسمية. بعد مناقشة عامة، تم تقديم مشروع قانون في عام 2009 لجعل الماتاريكي عطلة عامة. ومع ذلك، تم التصويت على مشروع القانون في قراءته الأولى. أعلنت رئيسة الوزراء جاسيندا أرديرن في 7 سبتمبر 2020 أن حكومتها ستخصص عطلة عامة جديدة للاحتفال بماتاريكي في حال فوز حزب العمال في الانتخابات العامة لعام 2020. فاز حزب العمال في الانتخابات، وفي فبراير 2021 أعلنت أرديرن أن ماتاريكي سيصبح عطلة عامة سنوية ذات تاريخ متغير (يونيو أو يوليو). حصل مشروع قانون العطلات الرسمية في ماتاريكي على الموافقة الملكية في 11 أبريل 2022. وتم الاحتفال بأول عطلة رسمية للماتاريكي في 24 يونيو 2022.

## العطل الرسمية الوطنية
يتم تحديد الإجازات الرسمية بموجب قانون الإجازات لعام 2003.
| تاريخ                                                                          | عطلة                              | قيود التداول     |
| ------------------------------------------------------------------------------ | --------------------------------- | ---------------- |
| 1 كانون الثاني (يناير)                                                         | رأس السنة الميلادية               | لا               |
| 2 يناير                                                                        | اليوم التالي لرأس السنة الميلادية | لا               |
| 6 فبراير                                                                       | يوم وايتانجي                      | لا               |
| الجمعة قبل عيد القيامة                                                         | الجمعة العظيمة                    | نعم              |
| اليوم التالي لعيد القيامة                                                      | إثنين الفصح                       | لا               |
| 25 أبريل                                                                       | يوم أنزاك                         | نعم (حتى 1 مساءً) |
| أول يوم اثنين في يونيو                                                         | عيد ميلاد الملك                   | لا               |
| أقرب يوم جمعة إلى فترة التقويم القمري تانغروا من الشهر التقويمي القمري الصحيح. | ماتاريكي                          | لا               |
| يوم الاثنين الرابع من شهر أكتوبر                                               | يوم العمل                         | لا               |
| 25 كانون الأول (ديسمبر)                                                        | عيد الميلاد                       | نعم              |
| 26 ديسمبر                                                                      | يوم الصناديق                      | لا               |

1. ↑  أو يوم الاثنين التالي إذا صادف يوم السبت أو الأحد.
2. ↑  أو يوم الاثنين التالي إذا صادف يوم السبت، أو يوم الثلاثاء الذي يليه إذا صادف يوم الأحد.

### أيام الاثنين
العطلات التي لا تقع دائماً يوم الاثنين أو الجمعة تكون أيام "الإثنين".
إذا وقعت العطلة في عطلة نهاية الأسبوع، ولم يعمل الموظف في عطلات نهاية الأسبوع، فسيتم نقل العطلة إلى يوم الاثنين أو الثلاثاء التاليين. إذا كان الموظف يعمل في عطلة نهاية الأسبوع، فسيتم أخذ العطلة في ذلك اليوم.
لطالما كان يوم عيد الميلاد ورأس السنة الجديدة بمثابة إجازة يوم الإثنين، ومن عام 2013 يتم أيضاً يوم وايتانغي ويوم أنزاك يوم الإثنين.
يتم دائماً الاحتفال بيوم وايتانجي ويوم أنزاك في التاريخ المحدد ، حيث يتذكرون أحداثاً تاريخية محددة. ومع ذلك، فإن العطلات الرسمية تكون يوم الاثنين.

### المدفوعات
يجب أن يتقاضى جميع العمال الذين يعملون في يوم عطلة رسمية أجراً ونصف الساعة، وإذا كان من الممكن أن يكون يوم عمل عادياً بالنسبة لهم، فسيتم منحهم إجازة بديلة (تُعرف باسم اليوم البديل). الدفع مقابل الإجازة البديلة يعادل الأجر اليومي ذي الصلة عن اليوم البديل المعين المأخوذ، لو عملوا فيه.

### أيام التداول المقيدة
هناك قيود تجارية خاصة في يوم عيد الميلاد والجمعة العظيمة وأحد عيد القيامة (ليست عطلة عامة) وقبل اليوم الأول مساء يوم أنزاك. في تلك الأيام، يمكن فتح مصانع الألبان ومحطات الوقود والصيدليات والمطاعم والمقاهي والمحلات التجارية داخل المطار أو محطة القطار فقط بشكل عام. يجب إغلاق جميع المحلات التجارية الأخرى بما في ذلك محلات السوبر ماركت.
بعض المحلات تفتح كل عام بالرغم من القانون ويتم تغريمها.
هناك مناطق معينة لديها إعفاءات تسمح لها بالتداول في يوم أو أكثر من الأيام المحظورة. تشمل هذه المناطق طريق بارنيل في بارنيل وأوكلاند وبايهيا وبيكتون وكوينزتاون. قررت لجنة ساعات التداول في المتجر مكان تطبيق الإعفاءات ولكن تم إغلاقها في عام 1990، وتركت الإعفاءات الحالية سارية ولكن لم يعد لديها آلية لتطبيق الأماكن الأخرى. وفي عام 2016، مُنحت المجالس الإقليمية سلطة وضع قواعد تداول عيد الفصح في منطقتهم. ووضع حوالي 44 مجلسا -تغطي حوالي ثلث السكان- سياسة تسمح بالتداول في عيد الفصح الأحد.
المحلات التي يمكن فتحها في الأيام المقيدة لا تزال خاضعة لشروط وتخضع لأي قانون آخر مخالف. على سبيل المثال، لا يمكن بيع الكحول إلا مع وجبة أو للأشخاص الذين يقيمون في المبنى طوال الليل.

## أيام الذكرى الإقليمية
بالإضافة إلى أيام العطل الرسمية الوطنية الأحد عشر، يحدد القسم 44 من قانون الإجازات لعام 2003 أيام العطل الرسمية لكل مقاطعة (أو اليوم الذي يتم الاحتفال به محلياً في ذلك اليوم) للاحتفال بأيام التأسيس أو أيام الهبوط للمستعمرين الأوائل في مختلف المقاطعات الاستعمارية   يتم الاحتفال بهذه الاحتفالات فقط داخل كل مقاطعة، وليس على مستوى البلاد. لم يتم تحديد التواريخ الدقيقة لأيام الذكرى السنوية للمقاطعات المختلفة بشكل محدد في القانون، وبدلاً من ذلك يتم تحديدها من خلال الأعراف التاريخية والعادات المحلية. يتم تعيين المناطق المشمولة من قبل المقاطعات (كما كانت قائمة عندما ألغيت في عام 1876)، بالإضافة إلى ساوثلاند وجزر تشاتام وجنوب كانتربري ونورثلاند. ويمكن أن تختلف أيام الاحتفال الفعلية حتى داخل كل مقاطعة ويرجع ذلك إلى العادات المحلية أو الراحة أو قرب الأحداث الموسمية أو العطلات الأخرى وقد تختلف عن يوم الاحتفال الرسمي.
| المقاطعة              | تشمل                                                                      | اليوم الفعلي | يوم الاحتفال                                                                                        |
| --------------------- | ------------------------------------------------------------------------- | ------------ | --------------------------------------------------------------------------------------------------- |
| مقاطعة ويلينجتون      | ويلينجتون ، ماناواتو ، وانجانوي                                           | 22 يناير     | الاثنين الأقرب إلى اليوم الفعلي                                                                     |
| مقاطعة أوكلاند        | وايكاتو ، كينج كانتري ، كورومانديل ، خليج بلنتي ، جيسبورن / الساحل الشرقي | 29 يناير     | الاثنين الأقرب إلى اليوم الفعلي                                                                     |
| نورثلاند              | وانجاري                                                                   | 29 يناير     | الاثنين الأقرب إلى اليوم الفعلي                                                                     |
| نيلسون                | نيلسون وتسمان وبولر وأجزاء من شمال كانتربري                               | 1 فبراير     | الاثنين الأقرب إلى اليوم الفعلي                                                                     |
| مقاطعة أوتاجو         | دنيدن ، كوينزتاون                                                         | 23 مارس      | الاثنين الأقرب إلى اليوم الفعلي (يمكن أن يختلف هذا إذا كان سيتزامن مع عيد الفصح)                    |
| ساوثلاند              | إنفركارجيل ، بلاف ، ميلفورد ساوند ، فيوردلاند                             | 25 مارس      | ثلاثاء الفصح                                                                                        |
| تاراناكي (نيو بليموث) | نيو بليموث                                                                | 31 مارس      | الاثنين الثاني في مارس - لتجنب عيد الفصح                                                            |
| جنوب كانتربري         | تيمارو                                                                    | 25 سبتمبر    | الاثنين الرابع في سبتمبر - يوم دومينيون                                                             |
| خليج هوك              | نابير ، هاستينغز                                                          | 1 نوفمبر     | الجمعة قبل عيد العمال                                                                               |
| مارلبورو              | بلينهايم ، بيكتون                                                         | 1 نوفمبر     | الاثنين الأول بعد عيد العمال                                                                        |
| كانتربري              | كرايستشيرش ، أشبورتون                                                     | 11 نوفمبر    | يوم عرض كرايستشيرش (شمال كانتربري)                                                                  |
| كانتربري              | كرايستشيرش ، أشبورتون                                                     | 11 نوفمبر    | يوم عرض كرايستشيرش (وسط كانتربري)                                                                   |
| كانتربري              | كرايستشيرش ، أشبورتون                                                     | 11 نوفمبر    | الجمعة الثانية بعد أول ثلاثاء من شهر نوفمبر (مدينة كرايستشيرش) - بالتزامن مع العرض الزراعي والرعوي. |
| جزر تشاتام            | وايتانجي                                                                  | 30 نوفمبر    | الاثنين الأقرب إلى اليوم الفعلي                                                                     |
| ويستلاند              | هوكيتيكا ، غريموث                                                         | 1 ديسمبر     | الاثنين الأقرب إلى اليوم الفعلي (Greymouth)                                                         |
| ويستلاند              | هوكيتيكا ، غريموث                                                         | 1 ديسمبر     | يختلف (خارج Greymouth)                                                                              |

## الإجازة السنوية وأيام العطل
بالإضافة إلى الإجازات المذكورة أعلاه، اعتباراً من 1 أبريل 2007، يجب منح جميع العمال إجازة سنوية مدتها أربعة أسابيع، وغالباً ما يتم أخذها في الصيف بين عيد الميلاد – السنة الجديدة. في العديد من الصناعات، هناك عطلة عيد الميلاد ورأس السنة الجديدة. مع ثلاثة أيام عمل فقط بين عيد الميلاد ورأس السنة الجديدة، يأخذ العديد من العمال هذه الإجازة، حيث يمكنهم الحصول على إجازة صيفية لمدة عشرة أيام لمدة ثلاثة أيام فقط. تمتلك العديد من منافذ البيع بالتجزئة أيضاً مبيعات في هذا الوقت لتحفيز الأعمال بينما يغلق البعض الآخر بسبب انخفاض الطلب على الخدمات. لا تعتبر الأيام من 25 ديسمبر إلى 15 يناير أيام عمل للأغراض الحكومية الرسمية. تفتح العدادات العامة لمعظم الإدارات الحكومية في أيام الأسبوع خلال هذه الفترة، على الرغم من أنه في كثير من الأحيان قد تتوفر خدمة محدودة فقط.

## العطل المدرسية
المدارس الحكومية لديها 4 فصول دراسية، حوالي عشرة أسابيع لكل منها وعادة ما تكون مع إجازة لمدة أسبوعين بين الفصول الدراسية. على الرغم من تحديد مواعيد الفصل الدراسي القياسية من قبل وزارة التعليم كل عام، يمكن للمدارس أن تختلف هذه التواريخ لتأخذ في الاعتبار أيام العطلات المحلية وإغلاق المدارس بسبب الطقس. يبدأ الفصل الدراسي الأول في أواخر يناير أو أوائل فبراير. من حين لآخر، قد تقع عطلات عيد القيامة و / أو يوم الأنزاك ضمن هذه العطلات. تُعرف العطلة بين الفصلين الثاني والثالث عموماً باسم استراحة منتصف الشتاء وتكون في شهر يوليو، بينما يحدث ذلك بين الفصلين 3 و4 في أواخر سبتمبر وأوائل أكتوبر. ينتهي الفصل الدراسي الرابع في منتصف ديسمبر، بشكل عام قبل أسبوع أو أسبوعين من عيد الميلاد، على الرغم من أن هذا الفصل الدراسي ينتهي بالنسبة للعديد من الطلاب الكبار بعد الامتحان النهائي الشهادة الوطنية للتحصيل العلمي في أواخر نوفمبر أو أوائل ديسمبر.

## أيام عطل رسمية غير متكررة
في 26 سبتمبر 2022، احتفلت نيوزيلندا بعطلة عامة لمرة واحدة لإحياء ذكرى وفاة الملك الراحل: الملكة إليزابيث الثانية .

## مقترحات لأعياد جديدة
بعد وفاة السير إدموند هيلاري في عام 2008، اقترح حزب الخضر عطلة عامة على شرفه.  هناك أيضاً دعم في بعض الدوائر لإحياء عطلة يوم دومينيون القديمة "يوم نيوزيلندا".

## مقترحات لإلغاء الإجازات
من الخمسينيات إلى السبعينيات من القرن العشرين، كان يُقترح في كثير من الأحيان إلغاء عطلة الذكرى السنوية للمقاطعة، حيث لم تعد المقاطعات موجودة في عام 1876.
قبل أن يصبح يوم وايتانغي عطلة عامة وطنية، كان يُقترح أحياناً أن تحل عطلة يوم وايتانغي محل أيام الذكرى السنوية ، ونص قانون وايتانغي داي لعام 1960 على ذلك. في نهاية المطاف ، أصبح يوم وايتانغي عطلة إضافية واستمرت الإجازات الإقليمية، ويرجع ذلك أساساً إلى أن معظم المناطق كانت تقيم أحداثاً منذ فترة طويلة في عطلات نهاية الأسبوع تلك.
تدافع أقلية صغيرة من الناس عن إلغاء عطلة يوم وايتانغي، ولكن يُقترح بانتظام أن يكون يوماً أقل إثارة للجدل، مثل يوم أنزاك (25 أبريل) أو يوم دومينيون (26 سبتمبر) وهو اليوم الوطني لنيوزيلندا.